# 集中型
集中型（しゅうちゅうがた）とは、一つのコンピュータなどにのみ機能を依存している処理形態のこと。分散型の反対の意味として用いられる。

## 概要
集中型は、いわゆる一対多型の形態で、情報処理能力を主システムに依存する形で提供される。この場合、端末機の機能（マシンパワー：機械的な性能の高さ・処理能力）はあまり必要とされず、それだけ様々な機器にサービスを提供することが可能である。1970年代までのメインフレームを中心とした集中処理が典型である。
主となるシステムは一つの設備のみ（あるいは予備も含む）の設置ですむため、システム全体の設置・維持コストは分散型ほどかからない。しかし、主システムに障害が発生すると、機能全体が止まってしまう危険性を持つ。
インターネットは、この集中を回避するために開発された。インターネットは同等の機能を持つサーバや通信経路を相互接続することで、コンピュータネットワークが部分的に欠落しても、全体的な（＝致命的な）機能停止が発生しないよう設計されたのである（→ARPANET）。しかし、日本においては、インターネット相互接続点(IX)が東京と大阪に集中しており、関東大震災規模の大規模災害時にインターネットが機能しなくなることが懸念されている。

他方、インターネット上で構築される、World Wide Webやクラウドコンピューティングなどは、中央のデータセンターに、世界中から多数のウェブブラウザなどで接続する面では一種の集中型である。その各データセンター内では、各種の分散コンピューティング技術を使用してスケーラビリティを確保している。このように多くの現実のシステムでは、集中型と分散型を色々なレベルで組み合わせている。

## 1対多のネットワークシステム
パソコン通信や銀行のオンラインシステムでは、ホストコンピュータに一極集中して接続されている。これはシステム構築当初の端末性能が余り高くなかったことにも関係するが、その一方でパソコン通信では受信したキャラクタデータ（文字情報）をディスプレイに表示し、入力されたキャラクタデータを送信する機能だけで済んだため、ワードプロセッサのような汎用の家庭用コンピュータ（パーソナルコンピュータ）以外からも利用できるなど融通が利き、他方のオンラインシステムでは情報を一括管理することからコンピュータセキュリティ上で一定の水準を維持し易いという利点がある。
ただパソコン通信では後に端末の性能が上がると共に、インターネットの普及にも伴い、サーバの相互接続にもよりインターネットへと組み込まれていった。
銀行などのオンラインシステムでは、依然として一極型の集中処理が管理上で都合が良いため続けられているが、データセンター内では複数のサーバでミラーリングするなど並行処理することで、システムトラブルによる致命的な問題が起こらないようにするなどの対策がとられている。またテロや災害といった問題でデータセンターそのものが全損しても、システム全体が停止しないよう離れた場所にバックアップ用のデータセンターを並列設置するなどといったリスクマネジメント手法もあり、厳密な意味での一極集中型ではなくなってきている（→事業継続マネジメント）。